# Luciano Caldari
Luciano Caldari (Savignano sul Rubicone, 13 dicembre 1925 – Cesena, 23 dicembre 2012) è stato un pittore italiano.

## Biografia

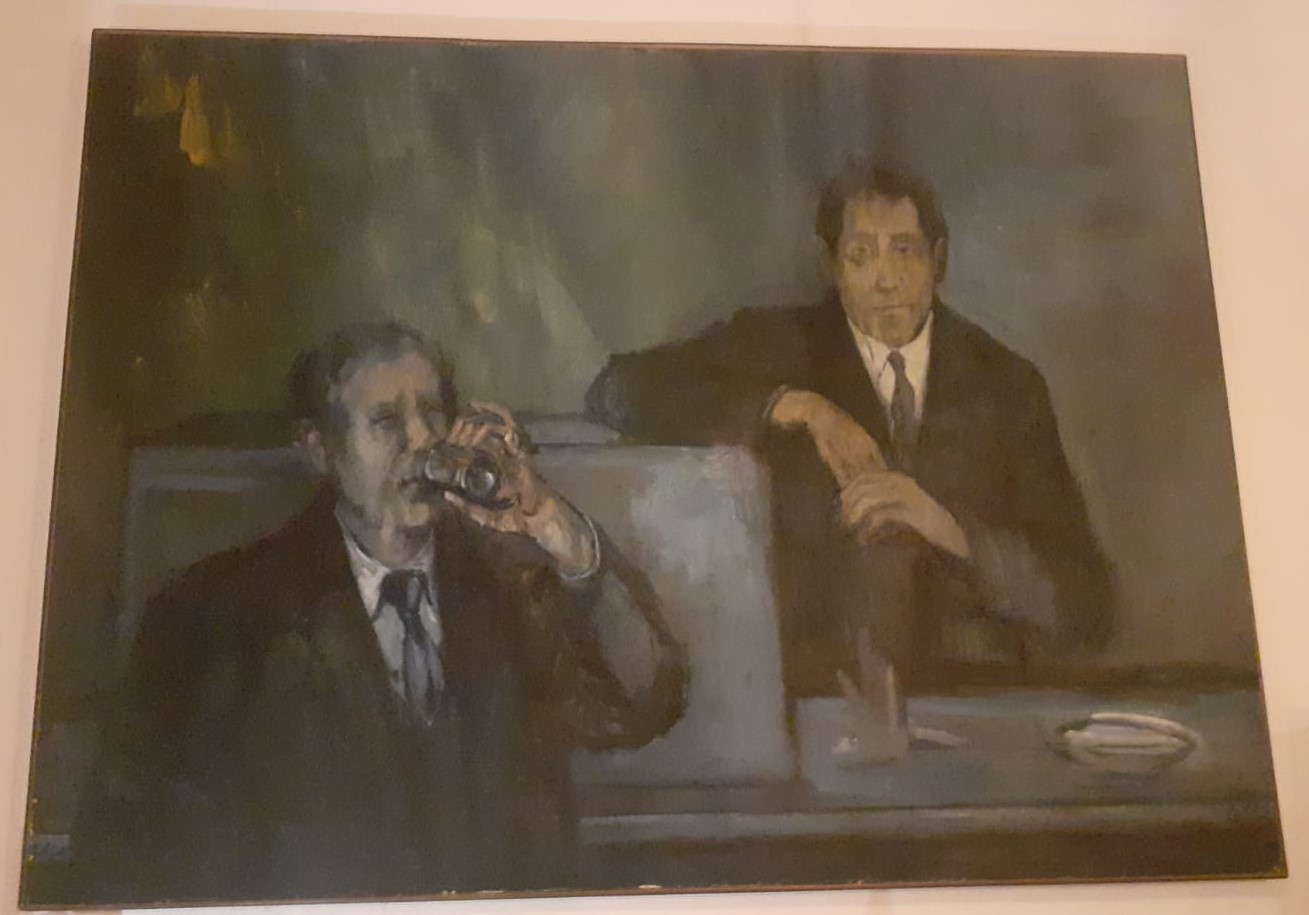

Nato a Savignano sul Rubicone, completò gli studi a Bologna diplomandosi al liceo artistico nel 1945; si dedicò professionalmente alla pittura trasferendosi prima a Cesena fino al 1949 e poi per un breve periodo a Roma e a Parigi, ritornando poi in Italia, a Milano, dove ebbe la sua prima mostra personale nel 1951; nel 1956 espose alla Biennale di Venezia e poi in diverse città dell'Europa orientale; dopo qualche anno tornò a vivere a Cesena dove rimase fino alla morte alternando all'attività di pittore quella di insegnante presso l'accademia di belle arti di Ravenna.

## Riconoscimenti
- 1955: premo alla mostra di pittura della Resistenza di Ferrara[2]
- 1960: Premio Marzabotto[2][8]
- 1960: Premio Cassiano Fenati[8]
- 1974: mostra antologica a Cesena[2]